# 伊诺泽姆采沃
伊诺泽姆采沃（羅馬化：Inozemtsevo）是俄罗斯斯塔夫罗波尔边疆区的市级镇，属边疆区辖市热列兹诺沃茨克市管辖。地处斯塔夫罗波尔边疆区南部，位于热列兹诺沃茨克及州府斯塔夫罗波尔东南方。附近的较大城市有皮亚季戈尔斯克。
镇内设有三个铁路车站，由北到南分别为别什套站、伊诺泽姆采沃站、马舒克站。
该地2022年人口有29,560人；2010年人口28,398；2002年人口27,110；1989年人口21,358。